# Voznessenska
Voznessenska (en rus: Вознесенка) és un poble de l'óblast de Tomsk, a Rússia, que el 2021 tenia 133 habitants.
El poble va ser fundat el 1907. El 1926 hi havia 60 granges, i 487 habitants, principalment d'origen rus. Era la seu del consell de poble de Voznessenska que pertanyia al districte de Zachulymsky del districte de Tomsk a Sibèria.